# Пазял-Зюм'я
Пазя́л-Зюм'я́ (рос. Пазял-Зюмья) — присілок в Можгинському районі Удмуртії, Росія.
Урбаноніми:
- вулиці — Верхня, Нижня

## Населення
Населення — 158 осіб (2010; 158 в 2002).
Національний склад станом на 2002 рік:
- удмурти — 82 %